# Ernst Wellmann
Ernst Wellmann (* 14. Januar 1904 in Samter; † 17. Juli 1970 in Karlsruhe) war ein Offizier der Wehrmacht und später Brigadegeneral der Bundeswehr.

## Leben
Ernst Wellmann war in der Wehrmacht von Januar 1936 bis über den Beginn des Zweiten Weltkriegs Chef der 6. Kompanie im Schützen-Regiment 3 bei der 3. Panzer-Division. Im Juli 1940 übernahm er hier bis Juli 1942 das I. Bataillon. Ab August 1942 war er Kommandeur des neu aufgestellten Panzergrenadier-Regiments 126. Nachdem er am 8. Juni 1942 das Deutsche Kreuz in Gold erhalten hatte, wurde er am 2. September 1942 mit dem Ritterkreuz des Eisernen Kreuzes ausgezeichnet. Er übernahm ab April 1943 das Panzergrenadier-Regiment 3, das ehemalige Schützen-Regiment 3 der 3. Panzer-Division. Als am 20. Oktober der Kommandeur der 3. Panzer-Division Franz Westhoven verwundet wurde, übernahm Wellmann für den kurzen Übergang auf Fritz Bayerlein in Vertretung die Führung der Division. Am 30. November 1943 wurde er mit dem Eichenlaub zum Ritterkreuz des Eisernen Kreuzes ausgezeichnet (342. Verleihung). Von Mai 1944 bis März 1945 war er Abteilungschef Panzergrenadiere beim Inspekteur der Panzertruppe. Anschließend war er vom 28. Februar bis 25. März 1945 kurz Führer der Panzer-Division Schlesien. Bis Kriegsende war er als Oberst Kommandeur der „Kampfgruppe Wellmann“, welche das Marine-Infanterie-Regiment 1 der 1. Marine-Infanterie-Division unterstellt bekam und in der Uckermark kämpfte.
Nach dem Krieg in die Bundeswehr übernommen, war Wellmann als Brigadegeneral 1956/57 Kommandeur der neu gegründeten Panzergrenadierschule in Munster. Anschließend war er bis 1959 Inspizient Infanterie und Panzerabwehr aller Truppen und ging 1960 in den Ruhestand.